# Lynn
Lynn（りん、6月1日 - ）は、日本の女性声優。アーツビジョン所属。神奈川県横須賀市生まれ、新潟県妙高市出身。
代表作は、『君の膵臓をたべたい』（山内桜良）、『私に天使が舞い降りた！』（松本香子）、『ぼくたちは勉強ができない』（桐須真冬）、『風夏』（秋月風夏）、『ハイスクール・フリート』（宗谷ましろ）、『ウマ娘 プリティーダービー』（マルゼンスキー）、『機動戦士ガンダム 水星の魔女』（ミオリネ・レンブラン）など。

## 経歴
保育園時代に芸能界に憧れを持ち、小学生時代には芸能事務所のオーディションを受けていた。その頃、テレビアニメ『名探偵コナン』の工藤新一役とテレビアニメ『犬夜叉』の犬夜叉役を山口勝平が共に演じていると知り、声優という仕事に興味を持った。
高校に進学した頃は、日本ナレーション演技研究所基礎科に毎週、新潟から新幹線で東京まで通い、本科で1年、研修科で2年学び、卒業後、アーツビジョンに所属した。日本ナレーション演技研究所基礎科の同期には飯田友子がいたと語っている。
事務所に所属後、最初の仕事は外画の吹き替えであった。テレビアニメのデビュー作は『NARUTO -ナルト- 疾風伝』、初のアニメレギュラーは『さばげぶっ!』の経堂麻耶役であり、2016年10月より放送のテレビアニメ『競女!!!!!!!!』では初の主人公・神無のぞみ役を演じた。

## 人物
- アメリカ人と日本人のハーフで[12]、日本生まれ日本育ちの日本人[13]。
- 趣味・特技は映画鑑賞、写真、卓球、おしゃれ[5][4]。
- 好きな食べ物はラーメン[8]。
- 好きな科目は美術、苦手な科目は理科[8]。
- 猫好きで、ヘビが苦手[14]。
- 弟がいる[15]。

### 競馬に関して
- 競馬も趣味として挙げており、オッズ1000倍オーバーの三連単馬券を度々的中させている。この出来事をきっかけに競馬関連の番組・イベントへの出演も増え、『週刊Gallop』で不定期連載を持つようになった。
  - 第99回凱旋門賞（2020年10月4日・パリロンシャン競馬場）：207番人気、オッズ1010.8倍だった三連単馬券を的中[16][17]
  - 第65回大阪杯（2021年4月4日・阪神競馬場）：174番人気、オッズ1062.1倍だった三連単馬券を的中[18]
  - ホッコータルマエメモリアル（2024年4月3日・川崎競馬場）：第73回川崎記念の一つ前のレースで509人気、オッズ3088.5倍の三連単馬券を的中[19]。この日は川崎競馬YouTube Live配信にゲスト出演している中での出来事だった[20]。
  - このうち凱旋門賞と大阪杯ではそれぞれ100万円超の配当を得ている。
  - なお、第65回大阪杯の優勝馬であるレイパパレ（鞍上・川田将雅）は、メディアミックスコンテンツ「ウマ娘 プリティーダービー」において自身が役を担当するマルゼンスキーの血筋である馬（母母父がウイニングチケット[注 1]で、その母父がマルゼンスキー）だが、レース後に血統表を遡った結果レイパパレがマルゼンスキーの血筋を持つ[21]ことを知って驚いた。

## 出演
太字はメインキャラクター。

### テレビアニメ
2012年
- NARUTO -ナルト- 疾風伝（アカデミーの生徒）
- さくら荘のペットな彼女（養成所の先生）
- バクマン。（アシスタント）

2013年
- 俺の彼女と幼なじみが修羅場すぎる（彼女、女子生徒A）
- THE UNLIMITED 兵部京介（郁夫）
- ROBOTICS;NOTES（女子リポーター）
- ささみさん@がんばらない（クラスメイトC）
- ぎんぎつね（森田）
- マギ（エーロ）

2014年
- 最近、妹のようすがちょっとおかしいんだが。（テニス部キャプテン、幼い有哉）
- 悪魔のリドル（女教官B、女生徒）
- ラブライブ!（クラスメート）
- さばげぶっ!（経堂麻耶）
- 月刊少女野崎くん（女子生徒、ヒロイン、レイチェル）
- BABYGAMBA（シオジ）
- 魔法科高校の劣等生（アナウンサー）
- まじっく快斗1412
- 弱虫ペダル GRANDE ROAD（待宮の彼女）

2015年
- 銃皇無尽のファフニール（オペレーターA、女子生徒）
- ふなっしーのふなふなふな日和（ぐれっしー）
- デス・パレード（しげる幼少）
- 攻殻機動隊 ARISE ALTERNATIVE ARCHITECTURE（少女）
- プラスティック・メモリーズ（松葉リホ）
- 乱歩奇譚 Game of Laplace（看護師）
- GATE 自衛隊 彼の地にて、斯く戦えり（2015年 - 2016年、馬車の少女、アナウンサー、店員、ドーラ、ミューティ・ルナ・サイレス 他） - 2シリーズ
- アルスラーン戦記（侍女）
- ランス・アンド・マスクス（シルビア・マーロウ）
- ヤング ブラック・ジャック（ティアラ）
- コメット・ルシファー（ソウゴ〈幼少〉）
- 機動戦士ガンダム 鉄血のオルフェンズ（昌弘〈幼少時〉）

2016年
- 最弱無敗の神装機竜（リーズシャルテ・アティスマータ）
- ノルン+ノネット（同級生1）
- Dimension W（広瀬敦子）
- ヘヴィーオブジェクト（オペレーター）
- プリンス・オブ・ストライド オルタナティブ（子供）
- 赤髪の白雪姫（キドウ）
- 迷家-マヨイガ-（ソイラテ、ぴーたん）
- クロムクロ（リタ、貫和）
- ハイスクール・フリート（宗谷ましろ）
- 文豪ストレイドッグス（幼い敦）
- 斉木楠雄のΨ難（板野依子、女子生徒A）
- 双星の陰陽師（蹉跎桜）
- 競女!!!!!!!!（神無のぞみ）
- WWW.WORKING!!（幼い斉藤）
- Lostorage incited WIXOSS（女性セレクター）

2017年
- 風夏（秋月風夏）
- スクールガールストライカーズ Animation Channel（李野田真乃）
- 亜人ちゃんは語りたい（小鳥遊ひまり）
- エルドライブ【ēlDLIVE】（ニノチカ）
- アイドル事変（不動瑞希）
- ベルセルク（セルピコ〈少年時代〉）
- 境界のRINNE（少女霊）
- ようこそ実力至上主義の教室へ（2017年 - 2024年、佐藤麻耶） - 3シリーズ
- ナナマル サンバツ（矢木明日香）
- セントールの悩み（若牧綾香）
- Just Because!（小宮恵那）
- ROBOMASTERS THE ANIMATED SERIES（ショウ）
- 魔法使いの嫁（アリー〈モリイの娘〉）
- キノの旅 -the Beautiful World- the Animated Series（師匠）
- クジラの子らは砂上に歌う（イティア）

2018年
- 宇宙よりも遠い場所（鮫島弓子）
- メルヘン・メドヘン（2018年 - 2019年、ユーミリア・カザン）
- ポケットモンスター サン&ムーン（サーラ）
- ラーメン大好き小泉さん（女性レポーター）
- 七つの美徳（ラファエル）
- ウマ娘 プリティーダービー（2018年 - 2021年、マルゼンスキー） - 2シリーズ
- 鹿楓堂よついろ日和（砂子）
- 魔法少女サイト（滝口あさひ）
- 音楽少女（金時琴子）
- アンゴルモア 元寇合戦記（輝日）
- 百錬の覇王と聖約の戦乙女（シギュン）
- あかねさす少女（灯中優）
- となりの吸血鬼さん（夏木ひなた）

2019年
- ガーリー・エアフォース（宋明華）
- 約束のネバーランド（2019年 - 2021年、ギルダ） - 2シリーズ
- 不機嫌なモノノケ庵 續（エゲン）
- 私に天使が舞い降りた!（松本香子）
- マナリアフレンズ（ポピー）
- ぼくたちは勉強ができない（桐須真冬） - 2シリーズ
- 炎炎ノ消防隊（2019年 - 2025年、プリンセス火華） - 3シリーズ
- ロード・エルメロイII世の事件簿 -魔眼蒐集列車 Grace note-（フェイ）
- 通常攻撃が全体攻撃で二回攻撃のお母さんは好きですか?（メディ）
- 神田川JET GIRLS（2019年 - 2020年、ジェニファー・ピーチ）
- Dr.STONE（2019年 - 2021年、リリアン・ワインバーグ） - 2シリーズ
- 歌舞伎町シャーロック（高峰富士子）
- ソードアート・オンライン アリシゼーション War of Underworld（2019年 - 2020年、シェータ・シンセシス・トゥエルブ） - 2シリーズ

2020年
- 恋する小惑星（遠藤幸）
- SHOW BY ROCK!! ましゅまいれっしゅ!! / STARS!!（2020年 - 2021年、ララリン） - 2シリーズ
- うまよん（マルゼンスキー）
- 食戟のソーマ 豪ノ皿（エソール）
- ド級編隊エグゼロス（叢雨紫子）
- ねこねこ日本史（姫鶴一文字、甲斐姫、弟子A）
- せいぜいがんばれ!魔法少女くるみ（2020年 - 2021年、高円寺つばめ）
- 『ヒプノシスマイク -Division Rap Battle-』Rhyme Anima（2020年 - 2023年、アイリス・イノセント・トレイター） - 2シリーズ
- 魔女の旅々（ミラロゼ）
- くまクマ熊ベアー（2020年 - 2023年、サーニャ） - 2シリーズ
- ゴールデンカムイ（フィーナ）
- クレヨンしんちゃん（ぐちょぱ）

2021年
- 無職転生 〜異世界行ったら本気だす〜（2021年 - 2024年、リーリャ・グレイラット） - 3シリーズ
- はたらく細胞BLACK（白血球〈8787〉）
- ワンダーエッグ・プライオリティ（葵）
- Fairy蘭丸〜あなたの心お助けします〜（千佳）
- トロピカル〜ジュ!プリキュア（水島泳子）
- RE-MAIN（川窪ちぬ）
- 白い砂のアクアトープ（久高夏凛）
- NIGHT HEAD 2041（武藤玲佳）
- 魔法科高校の優等生（一色愛梨）
- 出会って5秒でバトル（伏十字マリ）
- 月が導く異世界道中（2021年 - 2024年、アクア） - 2シリーズ
- 転生したらスライムだった件（2021年 - 2024年、ルミナス） - 2シリーズ
- マブラヴ オルタネイティヴ（2021年 - 2022年、鎧衣美琴、鎧衣尊人） - 2シリーズ
- ビルディバイド（2021年 - 2022年、マルグレア） - 2シリーズ
- サクガン（デルフィ）

2022年
- 群青のファンファーレ（北見田子）
- Engage Kiss（夕桐アヤノ）
- 連盟空軍航空魔法音楽隊ルミナスウィッチーズ（川口文代）
- 機動戦士ガンダム 水星の魔女（2022年 - 2023年、ミオリネ・レンブラン） - 2シリーズ
- うちの師匠はしっぽがない（椿しらら）
- ある朝ダミーヘッドマイクになっていた俺クンの人生（鐘ヶ淵つるぎ）
- 後宮の烏（薛魚泳〈少年時代〉）

2023年
- 真・進化の実〜知らないうちに勝ち組人生〜（ベアトリス・ローグナー）
- 異世界のんびり農家（リア）
- ジョジョの奇妙な冒険 ストーンオーシャン（ペルラ・プッチ）
- 君は放課後インソムニア（蟹川モトコ）
- 【推しの子】（2023年 - 2024年、斉藤ミヤコ） - 2シリーズ
- 青のオーケストラ（立花静）
- Fate/strange Fake（2023年 - 2025年、アサシン） - 2シリーズ
- シルバニアファミリー フレアのゴー・フォー・ドリーム!（セラフィナ）
- 婚約破棄された令嬢を拾った俺が、イケナイことを教え込む（エルーカ・クロフォード）
- 冒険者になりたいと都に出て行った娘がSランクになってた（ユーリ）
- ゴブリンスレイヤーII（銀髪侍女）

2024年
- 即死チートが最強すぎて、異世界のやつらがまるで相手にならないんですが。（高遠朝霞）
- 明治撃剣-1874-（黒木せんり）
- 転生したら第七王子だったので、気ままに魔術を極めます（2024年 - 2025年、シルファ） - 2シリーズ
- THE NEW GATE（リオン・シュトライル・ベイルリヒト）
- Re:Monster（女騎士）
- Unnamed Memory（チェチーリア）
- 出来損ないと呼ばれた元英雄は、実家から追放されたので好き勝手に生きることにした（セリア）
- なぜ僕の世界を誰も覚えていないのか?（花琳）
- 杖と剣のウィストリア（リアーナ・オーウェンザウス）
- 狼と香辛料 MERCHANT MEETS THE WISE WOLF（エルサ・シュティングハイム）
- ハイガクラ（白珠龍）
- 君は冥土様。（新田 / グレイス）
- 七つの大罪 黙示録の四騎士（ディオドラ）
- マーダーミステリー・オブ・ザ・デッド（久世蘭奈）

2025年
- 外れスキル《木の実マスター》 〜スキルの実（食べたら死ぬ）を無限に食べられるようになった件について〜（レーナ・フローリア）
- 薬屋のひとりごと（姶良）
- 魔神創造伝ワタル（ホンホン）
- 君のことが大大大大大好きな100人の彼女（美杉美々美）
- トリリオンゲーム（白虎あかり）
- ウマ娘 シンデレラグレイ（マルゼンスキー）
- 光が死んだ夏（佐藤）
- ばっどがーる（清木清）
- 不器用な先輩。（鉄輪梓）

### 劇場アニメ
2010年代
- PERSONA3 THE MOVIE #1 Spring of Birth（2013年、チンピラD）
- STAND BY ME ドラえもん（2014年）
- 台風のノルダ（2015年、桃井先生、西条ケンタ〈7歳〉）
- モンスターストライク THE MOVIE はじまりの場所へ（2016年、水澤葵）
- メアリと魔女の花（2017年、ギブ）
- ノーゲーム・ノーライフ ゼロ（2017年、リリィ）
- 君の膵臓をたべたい（2018年、山内桜良）
- 劇場版 誰ガ為のアルケミスト（2019年、メラ）

2020年代
- 劇場版 ハイスクール・フリート（2020年、宗谷ましろ）
- ジョゼと虎と魚たち（2020年、岸本花菜）
- 私に天使が舞い降りた! プレシャス・フレンズ（2022年、松本香子）
- 劇場版 鬼滅の刃 無限城編 第一章 猗窩座再来（2025年、恋雪）

### OVA
2010年代
- ヒーローカンパニー（2015年、ツルギ・サキ） - コミックス第8巻アニメDVD付き特装版
- ARIA The AVVENIRE（2015年、女の子）
- Charlotte 特別編（2015年、穂乃花）
- たまゆら〜卒業写真〜（2015年）
- OVA ハイスクール・フリート（2017年、宗谷ましろ）
- ストライク・ザ・ブラッド III（2018年、ディセンバー）
- ウマ娘 プリティーダービー BNWの誓い（2018年、マルゼンスキー）
- 私に天使が舞い降りた!（2019年、松本香子） - Blu-ray&DVD第3巻特典
- ぼくたちは勉強ができない（2019年 - 2020年、桐須真冬） - コミックス第14・16巻アニメBD同梱版

2020年代
- 神田川JET GIRLS ここから始まる東京ガールズプロモーション（2020年、ジェニファー・ピーチ）
- ド級編隊エグゼロス（2021年、叢雨紫子） - コミックス12巻アニメBD同梱版
- うまよん（2021年、マルゼンスキー） - Blu-ray BOX新作ショートアニメ
- コードギアス 奪還のロゼ（坂井ミナト）

### Webアニメ
2010年代
- ニンジャスレイヤー フロムアニメイシヨン（2015年、オイラン、ブナコ、電子音）
- モンスターストライク（2015年-、水澤葵）
- 月曜日のたわわ（2016年、女性社員）
- 機動戦士ガンダム サンダーボルト（2017年、ジャニス・ハラウェイ）
- せいぜいがんばれ!魔法少女くるみ（2018年、プリマエンジ）

2020年代
- 薄明の翼（2020年、ソニア）
- サクラ革命 〜華咲く乙女たち〜 スペシャルアニメ（2020年、統星プラナ）
- 炎炎ノ消防隊 ミニアニメ（プリンセス火華）
- ベイブレードバースト ダイナマイトバトル（2021年 - 2022年、イリヤ・マオ）
- 白い砂のアクアトープ みに（2021年、久高夏凛）
- スター・ウォーズ: ビジョンズ「赤霧」（2021年、ミサ）
- ミコノート 第"0"話 -前日譚-（2022年、西原カノン）
- コタローは1人暮らし（2022年、あかね）
- 伊藤潤二『マニアック』（2023年、麗実）
- うまゆる（2022年、マルゼンスキー）
- 転生したらスライムだった件 コリウスの夢（2023年、ルミナス）
- T・Pぼん（2024年、リベカ）

### ゲーム
2013年
- CONCEPTIONII 七星の導きとマズルの悪夢（フウコ）
- 星霜のアマゾネス（テンシ）
- 百年戦記 ユーロ・ヒストリア

2014年
- 海賊ファンタジア（エミリア）
- 合成RPG 魔女のニーナとツチクレの戦士
- スクールガールストライカーズ（李野田真乃）
- 戦場のウエディング
- 天空のクラフトフリート（ルキノ、サキ、ティファ、コーディア、ヨーゼフ）
- Fantasy×Runners2（ピヨ、ノラ、ユリリ）
- 妖怪百姫たん!（鬼）
- 刻のイシュタリア（イシュタル）

2015年
- ウチの姫さまがいちばんカワイイ（雪獣姫 シュシュ・スノーマン）
- ザクセスヘブン（山崎冬花、沢武福）
- スーパーリアル麻雀（悠）
- シューティングガール（ララ・キャンシー、大和あやめ）
- 征戦!エクスカリバー（乙姫）
- ソウルクラッシュ（アマテラス、ブリアナ）
- タワーオブプリンセス（ヴァーリア、アレクシア）
- ファイアーエムブレムif（アクア）
- 不思議のクロニクル 振リ返リマセン勝ツマデハ（ココ）
- ブレイブリーアーカイブ（テング）
- ミリ姫大戦 −Militärische Mädchen−（ヴァンデリュア、ティモシェンコ）
- メタルギアソリッドV ファントムペイン（兵士）
- ロボットガールズZ ONLINE（リヒテル様）

2016年
- アイドル事変（不動瑞希）
- オーバーウォッチ（メイ）
- 御城プロジェクト:RE（鍋蓋城、馬場城、肥後千葉城、隈本城、ウェストミンスター宮殿、カゼルタ宮殿）
- クイズRPG 魔法使いと黒猫のウィズ（アデレード・シラー、ザヴァルザ）
- ドリフトガールズ（秋永若菜）
- メダロット ガールズミッション（源静）
- ユバの徽（イル・マハル）
- 嫁コレ（宗谷ましろ）
- ライフ イズ ストレンジ（クロエ・プライス、テイラー・クリステンセン）

2017年
- GRAVITY DAZE 2/重力的眩暈完結編:上層への帰還の果て、彼女の内宇宙に収斂した選択（シースラッグ＝ペルメ）
- ファイアーエムブレム ヒーローズ（2017年 - 2024年、クリス、アクア）
- シャドウストーン（ハヤト、ニッキ―）
- ドラジェネ -聖戦の絆-（ゼピュロス）
- World of Warships（宗谷ましろ）
- プロジェクト東京ドールズ（ミサキ）
- 神式一閃 カムライトライブ（ベティ）
- マギアレコード 魔法少女まどか☆マギカ外伝（静海このは）
- デスティニーチャイルド（ゼロス）
- グランブルーファンタジー（2017年 - 2024年、ジャスティス、ベオバクター、マコラ）
- ファイアーエムブレム無双（アクア） - DLC追加キャラクター
- 戦国の虎Z（濃姫）

2018年
- アズールレーン（2018年 - 2022年、ブルックリン、フェニックス、シャンパーニュ、武蔵）
- 装甲娘（マツエ フミ、トウモト ケイ）
- ドラゴンクエストVR（ホミリー）
- アビス・ホライズン（暁、瑞鶴、ビスマルク）
- あかねさす少女（灯中優）
- こえかつ（ターニャ・クルニコワ）
- ライフ イズ ストレンジ ビフォア ザ ストーム（クロエ・プライス）
- グランドチェイス-次元の追跡者-（レイ）

2019年
- ラングリッサーI&II（エヴァンゼ）
- 47 HEROINES（不来方葉月）
- グリムノーツ Repage（ジュリエット）
- デビルメイクライ5（ニコ）
- チョコボの不思議なダンジョン エブリバディ!（クロマ）
- ハイスクール・フリート 艦隊バトルでピンチ!（宗谷ましろ）
- ラストクラウディア（リルベット）
- 音乐少女（金时琴子）
- 鬼ノ哭ク邦（マユラ）
- ボーダーランズ3（エヴァ）
- CODE VEIN（イオ）
- 時の歌-終焉なきソナタ-（妖蜂）
- WAR OF THE VISIONS ファイナルファンタジー ブレイブエクスヴィアス 幻影戦争（マシュリー・ホルン）
- SDガンダム GGENERATION（2019年 - 2025年、シェリリン・ハイド、ミオリネ・レンブラン、マイキャラクターボイス〈女性05〉） - 2作品

2020年
- 神田川JET GIRLS（ジェニファー・ピーチ）
- プリンセスコネクト！Re:Dive（2020年 - 2024年、クレジッタ / クレア・ボヤンシア）
- モンスターハンター ライダーズ（マリィ）
- SHOW BY ROCK!! Fes A Live（ララリン）
- キングダムオブヒーロー（ガブリエル）
- けものフレンズ3（アミメキリン）
- 装甲娘 ミゼレムクライシス（2020年 - 2021年、クノイチ、リュウビ）
- エンゲージソウルズ（公認ナビ〈女〉）
- ソードアート・オンライン アリシゼーション リコリス（シェータ・シンセンス・トゥエルブ）
- CARAVAN STORIES（プリンセス火華）
- サクラ革命 〜華咲く乙女たち〜（統星プラナ）

2021年
- ひめがみ神楽（シヴァ）
- ウマ娘 プリティーダービー（2021年 - 2023年、マルゼンスキー）
- BALAN WONDERWORLD（エマ・コール）
- sin 七つの大罪 X-TASY（ラファエル）
- 東方ダンマクカグラ（十六夜咲夜）
- 白夜極光（アルーラ）
- 白猫プロジェクト（ヴィレータ）
- ラグナドール 妖しき皇帝と終焉の夜叉姫（滝夜叉姫）
- Gate of Nightmares（エマ）
- Project MIKHAIL（鎧衣美琴）
- 真・女神転生V（樹島サホリ）
- 機動戦士ガンダム U.C. ENGAGE（2021年 - 2025年、フィア・ストレイジ）
- LOST JUDGMENT 裁かれざる記憶（望月・S・エミリ）
- ポケモンマスターズEX（2021年 - 2023年、ソニア）

2022年
- IDOLY PRIDE（2022年 - 2024年、fran）
- おじさまと猫 スーパーミラクルパズル（チーフ山上）
- THE KING OF FIGHTERS XV（イスラ、リ・ヴァース）
- ミコノート はれときどきけがれ（西原カノン）
- チョコボGP（カミラ、クロマ）
- Shadowverse（マルゼンスキー）
- EVE ghost enemies（沢城七瀬）
- 共闘ことばRPG コトダマン（プリンセス火華）
- ディオフィールド クロニクル（カトリーヌ）
- エタクロニクル（スティッカー）
- 無期迷途（K.K.）
- タクティクスオウガ リボーン（カチュア・パウエル）

2023年
- 八月のシンデレラナイン（水浦七瀬）
- えとはなっ!〜干支っ娘・花札バトル〜（牛満絢）
- マブラヴ：ディメンションズ（2023年 - 2024年、鎧衣美琴）
- イースX -NORDICS-（カージャ・バルタ）
- ワールドダイスター 夢のステラリウム（烏森大黒）
- アーマード・コアVI ファイアーズオブルビコン（V.VI メーテルリンク）
- 廃深2（愛月陽葵）
- トワツガイ（2023年 - 2024年、タカ）
- 機動戦士ガンダム エクストリームバーサス2（2023年 - 2025年、ミオリネ・レンブラン） - 2作品
- TEVI（テビィ）
- CUSTOM MECH WARS -カスタムメックウォーズ-（マネージャー）
- タイムギャル リバース（チサト）

2024年
- メイド・オブ・ザ・デッド（風音凛香）
- ユニコーンオーバーロード（ヒルダ）
- 真・女神転生V Vengeance（樹島サホリ）
- everlasting flowers（星野蘭）
- 北海道連鎖殺人 オホーツクに消ゆ 〜追憶の流氷・涙のニポポ人形〜（野村真紀子）
- モンスターストライク（2024年 - 2025年、ミオリネ・レンブラン、ルミナス）
- ロマンシング サガ2 リベンジオブザセブン（最終皇帝）
- 東方幻想エクリプス（八雲藍）
- エーテルゲイザー（英招）
- ドールズフロントライン2：エクシリウム（チータ）
- 箱庭開拓 ハムスターと太陽の里（じぇしか）

2025年
- ブルーアーカイブ -Blue Archive-（調月リオ）
- 魔法少女まどか☆マギカ Magia Exedra（静海このは）
- メモリーズオフ 双想 〜Not always true〜（洲宮紗絵）
- 龍の国 ルーンファクトリー（カナタ）
- 新月同行（琢明）

### ドラマCD
2014年
- ジンジャーハニー（女子生徒）
- デビルズハニー（吉野の母）
- 恋愛前夜（結衣）

2015年
- 好きなひとほど（麦田）
- 千年戦争アイギス 月下の花嫁（ケイティ）※ノベライズ第4巻特装版付属CD

2016年
- ファイアーエムブレムif 白夜王国/暗夜王国（アクア）
- 魔法使いの嫁（妖精）※第5巻初回限定版付属CD

2017年
- ウマ娘 プリティーダービー STARTING GATE 02（マルゼンスキー）
- てをつなごうよ（柊流星）※『別冊マーガレット』5月号付属

2018年
- スクールガールストライカーズ 〜トゥインクルメロディーズ〜 Melody Collection ボイスドラマ（李野田真乃）

2020年
- 私に天使が舞い降りた!（松本香子） - コミックス第7巻ドラマCD付き特装版
- 魔王の俺が奴隷エルフを嫁にしたんだが、どう愛でればいい?（シャスティル）※第10巻特装版付属CD

2023年
- 機動戦士ガンダム 水星の魔女 スペシャルドラマCD（ミオリネ・レンブラン） - Blu-ray特装限定版封入特典
- 悪役令嬢ですが攻略対象の様子が異常すぎる（メロ）

- ティアムーン帝国物語〜断頭台から始まる、姫の転生逆転ストーリー〜（エメラルダ・エトワ・グリーンムーン[239]） - ドラマCD3

### デジタルコミック
- 僕の初恋をキミに捧ぐ（2014年、種田繭[240]）
- ギャルのまとまと（2022年、松田紗奈[241]）
- 身代わり婚約者なのに、銀狼陛下がどうしても離してくれません!（2023年、アイリ[242]）

### 吹き替え

#### 担当俳優
エミリー・ラタコウスキー
- ゴーン・ガール（アンディ・フィッツジェラルド）
- プロジェクト・ランウェイ（サマンサ・プラセンシア）
- Mr.&Ms.スティーラー（エリス・ティバルディ）

#### 映画
- アサシネーション・ネーション（リリー・コルソン〈オデッサ・ヤング〉）
- あと1センチの恋（ベサニー〈スキ・ウォーターハウス〉）
- アンダーワールド ブラッド・ウォーズ（レーナ〈クレメンタイン・ニコルソン〉）
- イップ・マン 最終章（セイムイ〈ジリアン・チョン〉）
- イノセント・ガーデン
- インフェルノ 大火災脱出
- ウェット ホット アメリカンサマーシリーズ（ケイティ・フィナティー〈マーガリート・モロー〉）
  - ウェット ホット アメリカンサマー
  - ウェット・ホット・アメリカン・サマー: キャンプ1日目
  - ウェット・ホット・アメリカン・サマー: あれから10年
- ウォンカとチョコレート工場のはじまり（幼少期のウォンカ[243]）
- エベレスト 3D（メグ・ウェザーズ〈ミア・ゴス〉）
- クリスマスを取り戻せ! 〜リトル・ドラゴンとサンタの魔法の石〜（エイデン）
- オードリーとデイジー（デイジー・コールマン）
- カランジル（ダルバ）
- くるみ割り人形と秘密の王国（ルイーズ〈エリー・バンバー〉[244]）
- ゲットバッカーズ（エヴァ〈エリザベス・ヘンストリッジ〉）
- ゴーストライダー2（ダニー〈ファーガス・リオーダン〉）
- 最強のふたり（エリザ〈アルバ＝ガイア・クラゲード・ベルージ〉）
- 最初に父が殺された
- サン・オブ・ゴッド
- 幸せをつかむ歌（エミリー〈ヘイリー・ゲイツ〉）
- 少女ファニーと運命の旅（エリカ〈ファンティーヌ・アルデュアン〉）
- スティーブ・ジョブズ（クリス＝アン・ブレナン〈アーナ・オライリー〉）
- 戦慄のリンク（ジョウ・シャオノア〈スン・イハン〉）
- ゾンビーズ（アディソン〈メグ・ドネリー〉）
  - ゾンビーズ2
  - ゾンビーズ3
- ダーク・プレイス
- ダムゼル/運命を拓きし者（エロディ〈ミリー・ボビー・ブラウン〉）
- ちびっこギャング コンテスト必勝大作戦!（アルファルファ）
- ティーン・ビーチ・ムービー（ストラッツ〈ジェシカ・リー・ケラー〉）
- 2ガンズ
- デューン 砂の惑星PART2（シシャクリ〈スエイラ・ヤクーブ〉[245]）
- とらわれて夏
- ドム・ヘミングウェイ
- ドライブハード
- ドラゴン・クロニクル 妖魔塔の伝説（ウェイウェイ〈ティファニー・タン〉）
- ドラゴン×マッハ!
- ドリームハウス（クロエ・パターソン〈レイチェル・フォックス〉）
- なんちゃって家族
- 人魚姫
- 呪い襲い殺す（サラ・モリス〈アナ・コト〉）
- バチェロレッテ あの子が結婚するなんて!（ケイティ・ローレンス〈アイラ・フィッシャー〉）
- パラノーマル・アクティビティ4（ワイエット〈エイデン・ラヴカンプ〉）
- パパVS新しいパパ
- ハンター（サス・アームストロング〈モルガナ・デイヴィス〉）
- ビジネス・ウォーズ
- ヒックとドラゴン（アスティ〈ニコ・パーカー〉[246]）
- 百万長者と結婚する方法（ポーラ〈マリリン・モンロー〉[247]）※N.E.M版
- ビューティフル・クリーチャーズ 光と闇に選ばれし者（リーナ〈アリス・イングラート〉）
- 50/50 フィフティ・フィフティ（アリソン）
- フォールアウト（ミア〈マディ・ジーグラー〉[248]）
- +1［プラスワン］
- ブリッジ・オブ・スパイ（キャロル・ドノヴァン〈イヴ・ヒューソン〉）
- ブリングリング（レベッカ〈ケイティ・チャン〉）
- ブルービートル（ジェニー・コード〈ブルーナ・マルケジーニ〉[249]）
- ブレア・ウィッチ（タリア〈ヴァロリー・カリー〉）
- フレネミーズ（ブリタニー、ブライアン）
- ボーイズ・イン・ザ・ボート ～若者たちが託した夢（ジョイス〈ハドリー・ロビンソン〉）
- ベン・ハー
- ホセ 40歳で大人になる?!（ペニー）
- ムーンライズ・キングダム（レイジー・アイ）
- モンスター上司（ステイシー〈リンゼイ・スローン〉）
- 闇はささやく（ウィリス・ハウエル〈ナタリア・ダイアー〉）
- U.M.A レイク・プラシッド ファイナル（クロエ〈ポピー・リー・フライアー〉）
- ラスト・キリング 狼たちの銃弾（少年チャーリー）
- ラスト・サマー -この夏の先に-（ペイジ〈ゲイジ・ゴライトリー〉）
- レイルロード・タイガー
- 理想の男になる方法
- レイルロード・タイガー
- レッド・ファミリー（オ・ミンジ〈パク・ソヨン〉）
- ロザライン（ジュリエット〈イザベラ・メルセード〉）
- ロスト・レジェンド 失われた棺の謎
- 私は王である!（ソルビ〈キム・ソヒョン〉）
- ワンドゥギ（ユナ〈カン・ビョル〉）

#### ドラマ
- iCarly（マーシャ、モニー）
- ARROW/アロー
- アンダーカバー・ボス2 社長潜入調査
- ヴァンパイア・ダイアリーズ
- ウィンター・キング:アーサー王物語（グィネヴィア〈ジョーダン・アレクサンドラ〉[250]）
- ウェイワード・パインズ 出口のない街
- NCIS 〜ネイビー犯罪捜査班 シーズン3（ステファニー・フィリップス）
- NCIS:LA 〜極秘潜入捜査班 シーズン3（カレン・デイヴィス、ミア・ジェームソン / ジェシカ・エヴァンズ〈ブレア・グラント〉、ポリーナ・グラフェッタ、サラ・カーライル）
- エレメンタリー3 ホームズ&ワトソン in NY
- オリジナルズ（ダヴィーナ・クレア〈ダニエル・キャンベル〉）
- GIRLS/ガールズ4
- キャッスル 〜ミステリー作家は事件がお好き シーズン3（グレイシー〈ジリアン・クレア〉）
- 救命医ハンク セレブ診療ファイル
- THE KILLING/キリング シーズン3（イミーリェ〈カヤ・フェルステッド〉、イーヴァ）
- glee/グリー シーズン4（マーリー・ローズ〈メリッサ・ベノイスト〉）
- 刑事ヴァランダー4 ザ・ファイナル
- ゲーム・オブ・スローンズ（タイエニー・サンド〈ロザベル・ラウレンティ・セラーズ〉、木の葉、森の子、リアナ・スターク〈アイスリング・フランシオシ〉、アリス・カースターク〈ミーガン・パーキンソン〉）
- THE FIRM ザ・ファーム 法律事務所（メラニー・リード）
- CSI:12 科学捜査班 #17
- CSI:サイバー
- シェイムレス 俺たちに恥はない（リアム〈ブレンデン・シムズ、クリスチャン・アイザイア〉）
- シリコンバレー（モニカ〈アマンダ・クルー〉）
- スーパーナチュラル シーズン7（クロエ〈サラ・ダグデール〉）
- 水滸伝 All Men Are Brothers（金翠蓮）
- スイッチ 〜運命のいたずら〜 シーズン2（ニッキー〈キャーシー・トムソン〉）
- ステージド 俺たちの舞台、ステイホーム!（アナ・ランドバーグ〈アナ・ランドバーグ〉[251]）
- 大草原の小さな家（ネリー・オルソン〈アリソン・アーングリン〉[252]）※NHK BSプレミアム版
- タイムレス
- SCORPION/スコーピオン
- 高い城の男
- 陳情令（羅青羊）
- Terra Nova/テラノバ（カーラ〈ロミー・プーリエ〉）
- TRUEBLOOD3（サマー）
- ドリームハイ2（ガヨン、ミソ）
- ニュースルーム（ジェニー）
- PERSON of INTEREST 犯罪予知ユニット
- パレーズ・エンド（ボビー/ハローセントラル）
- HANNIBAL/ハンニバル
- ハンド・オブ・ゴッド（アリーシャ〈エリザベス・マクラフリン〉）
- THE BRIDGE/ブリッジ
- ザ・サーペント（アンジェラ）
- プリティ・リトル・ライアーズ シーズン2（ダニエル〈アマンダ・レイトン〉）
- ブルーブラッド 〜NYPD家族の絆〜（ソフィー・ライトナー）
- 弁護士ビリー・マクブライド（ルーシー・キトリッジ〈オリヴィア・サールビー〉）
- ホット・ガールズ・ウォンテッド・オンライン・ラブ（アレキシス）
- ボディ・オブ・プルーフ 死体の証言（ベッツィー）
- ホワイトカラー
- ボルジア家2 愛と欲望の教皇一族（アンジェロ）
- BONES シーズン11
- Major Crimes 〜重大犯罪課
- メル&ジョー 好きなのはあなたでしょ?（ホリー）
- レイ・ドノヴァン ザ・フィクサー（アシュリー）
- 私はラブ・リーガル3
- ワンス・アポン・ア・タイム

#### アニメ
- アドベンチャー・タイム（ネプター）
- ウィスカー・ヘイブン〜ロイヤルペットものがたり〜
- クラブペンギン メリー・ウォールラスを救え!（ジャングラ）
- くるみ割り人形（マリー）
- 時光代理人 -LINK CLICK-（徐姗姗〈シュー・シャンシャン〉）
- スター・ウォーズ: ビジョンズ（ミサ）
- ストロベリーショートケーキ ベリー・ビティで大冒険（ブルーベリー）
- DCスーパーヒーロー・ガールズ（ポイズン・アイビー、レナ・ルーサー）
- トムとジェリー ジャックと豆の木（ミスマフエット）
- パウ・パトロール（エラ）
- ピーターパン 新たなる冒険（シンシア/ミーラ）
- ブルー2 トロピカル・アドベンチャー（ビア）
- ペンギンズ FROM マダガスカル ザ・ムービー（動物園の女の子[253]）
- 魔道祖師（羅青羊[254]）
- モンスター・ビーチにようこそ（ジェン）
- ワールド・オブ・ウィンクス（ブルーム）

### ラジオ
※はインターネット配信。
- Lynnのマイペー素な感じで。（2014年 -2017年 、fmさくだいら）
- 最弱無敗の無線通信《ウェブラジオ》（2016年、音泉※）[255]
- 明乃とましろのハイスクール・フリートラジオ 晴風艦内放送（2016年、ニコニコ生放送※、HiBiKi Radio Station※）[256]
- 迷家‐マヨイガ‐「納鳴村 村役場広報課」（2016年、音泉※）回替わりパーソナリティ
- ネッケツ！カイケツ！競女ラジオ！（2016年 - 2017年、ラジオ大阪）
- a-FANFAN（2017年、USEN※）2017年5月、7月第5週DJ[257]
- Radio Because! 〜花凜とLynnが応援するラジオ〜（2017年 - 2018年、ニコニコチャンネル※）[258]
- Lynnのおしゃべりんらじお（2020年 - 2024年、超!A&G+※）[259]
- 機動戦士ガンダム 水星の魔女〜アスティカシア高等専門学園 ラジオ委員会〜（2022年 - 2024年、音泉※）[260]
- 週刊ファルコムラジオ（2023年4月期マンスリーMC、文化放送） ※内田理央のレコメン!FRIDAY 内 フロート番組
- G-Lynn RADIO（2025年 - 、音泉※）[261]

### CM
- COMIC メテオ お前ら全員めんどくさい!（2015年） - 榎本史織（声）
- 一番近くて遠い星（2021年） - 雪（声）[262]
- UR都市機構 UR大好きミュージシャン（2024年） - ゲストアーティスト、「U」のマネージャー（声）[263]

### ナレーション
- 初音ミク「マジカルミライ2014」ただいま絶賛制作中！（2014年7月12日、TOKYO MX）
  - 初音ミク「マジカルミライ2014」LIVE&MAKING（2014年12月23日、TOKYO MX）
  - 初音ミク「マジカルミライ2015」LIVE&MAKING（2015年12月23日、TOKYO MX）
  - 初音ミク「マジカルミライ2019」LIVE&MAKING（2019年12月22日、TOKYO MX）[264]
- MCターフィーのピックアップホースSHOW（2021年、JRA）
- 麒麟川島の馬いい話。（2022年4月1日 - 、関西テレビ）

### オーディオドラマ
- デッドエンドの銃声（シャーク）- 文化放送A＆G
- メルヘン・メドヘン 小説第4巻限定版特典オーディオドラマ（2018年、ユーミリア・カザン）
- 夜桜さんちの大作戦（2021年、夜桜四怨）

### ASMR
- ASMRメイドさんとの思い出～小悪魔メイドのルージェニアさん～（2021年、ルージェニア・ナイトメア[265]）
- 鉄の風紀委員長のとろとろお耳癒やし。――いかがわしいことじゃないんですよね?（2022年、鐘ヶ淵つるぎ）
- 本当に怖い百物語ASMR。――深闇の誘いヲ■に囁く（2022年、鐘ヶ淵つるぎ）
- 王様ゲームASMR――命令は絶対? 世界一幸せなお耳の罰ゲーム（2022年、鐘ヶ淵つるぎ）
- 六重奏ASMR――ヒロイン全員ハーレムで、あなただけにご奉仕します（2022年、鐘ヶ淵つるぎ）
- 平凡な僕と近所の三姉妹〜茜編〜（2023年、茜）
- しょにおや!〜いっしょにおやすみプロジェクト〜 穂菜美と2人でゆるりと過ごしていただけますか?（2023年、赤星穂菜美）
- ようこそ、異世界宿屋へ〜人生の大大先輩であるダークエルフのお姉さんが、あなたに勇気を与える力強い言葉と癒しのひととき〜（2023年、エルエステル）
- あまあまねいろ〜おせっかいなカノジョと一緒にお風呂で甘イチャ&耳かき&添い寝の一夜〜（2023年、宍甘ゆな）
- おしごとねいろ 〜チアリーダー編〜（2023年、横浜美佳）

### テレビ・配信番組
※はインターネット配信。
- 多数決ドラマ「キノの旅 -the Beautiful World- 廃墟の国」（2016年、ニコニコ生放送※）師匠 役[266]
- アニゲー☆イレブン!（2018年 -2020年 、BS11）MC
- 競馬場の達人（PAT勝負編 Lynn）（2022年 、グリーンチャンネル）
- JRA-VAN Presents ザ・POGドラフト会議2022-2023（2022年、グリーンチャンネル） MC
- Lynnと櫻庭有紗の＃だべりば（2023年 - 、ニコニコ生放送※）
- Lynnのうまい！もう一杯は辞めておきます(´;ω;｀)（2023年 - 、ニコニコチャンネルプラス※）
- KEIBA BEAT（2022年 - 、関西テレビ） 不定期出演
- うまカルテット（2024年、フジテレビ）[267]
- BSスーパーKEIBA（2024年7月21日、BSフジ）

### 映像商品
- 声優育成バラエティ下野ゼミナール上巻・下巻[268]
- 春佳・彩花のSSちゃんねる 〜SSヒーリングルーム〜（2021年）[269]
- ウマ娘 プリティーダービー 2nd EVENT「Sound Fanfare！」Blu-ray（2022年）[270]
- 諏訪彩花×Lynn 〜二人のプライベート旅行in下田〜（2022年）[271]

### 舞台
- レジェンドオブふなっしー（2016年6月30日 - 7月31日、DMM VR THEATER） - グレップル 役（声の出演）[272]

### プラネタリウム
- 高崎市少年科学館『AURORA（オーロラ）〜夜空に舞う光のベール〜』
- 藤沢市湘南台文化センターこどもセンター『七夕ものがたり』（織姫）
- 朝霞市中央公民館『カラダの宇宙へさあ出発だ!!ゲンキとピカリン』（ピカリン）
- 山梨県立科学館『戦場に輝くベガ〜約束の星を見上げて〜』（久子）
- 栃木県子ども総合科学館『ちきゅうむかしばなし』（ウリ太郎）

### パチスロ・スロット
- パチスロ・スロット『ハイスクール・フリート』（2018年 - 2020年、宗谷ましろ） - 3作品[一覧 23]
- P競女!!!!!!!!-KEIJO-（2021年、神無のぞみ）

### その他コンテンツ
- 『トワツガイ Fans』ストーリー（2024年 - 2025年、タカ[273]）

## ディスコグラフィ

### キャラクターソング
| 発売日         | 商品名                                                                                         | 歌 | 楽曲                                                                                                   | 備考                                                                              |
| -------------- | ---------------------------------------------------------------------------------------------- | --- | --- | --------------------------------------------------------------------------------- |
| 2014年8月20日  | ぴてぃぱてぃサバイバード                                                                       | ゲスかわ☆ガールズ | 「ぴてぃぱてぃサバイバード」 「全女子力でExtarminating!!」                                             | テレビアニメ『さばげぶっ！』エンディングテーマ                                    |
| 2014年10月1日  | さばげぶっ！ キャラクターソング2 鳳美煌                                                        | 鳳美煌（内山夕実）、経堂麻耶（Lynn） | 「Fashionable Passion」                                                                                | テレビアニメ『さばげぶっ！』関連曲                                                |
| 2014年10月22日 | さばげぶっ！ キャラクターソング4 経堂麻耶                                                      | 経堂麻耶（Lynn） | 「グラマラス・サバイバル」                                                                             | テレビアニメ『さばげぶっ！』関連曲                                                |
| 2014年10月22日 | さばげぶっ！ キャラクターソング4 経堂麻耶                                                      | 経堂麻耶（Lynn）、園川モモカ（大橋彩香）、豪徳寺かよ（東山奈央） | 「PEACEMAKER!」                                                                                        | テレビアニメ『さばげぶっ！』関連曲                                                |
| 2016年3月23日  | 最弱無敗の神装機竜 Blu-ray&DVD 初回生産特典キャラクターソングCD I                              | リーズシャルテ・アティスマータ（Lynn） | 「Unbalance Gravity」                                                                                  | テレビアニメ『最弱無敗の神装機竜』関連曲                                          |
| 2016年10月19日 | Fantas/HIP Girlfriends!                                                                        | 神無のぞみ（Lynn）、宮田さやか（M・A・O）、青葉風音（本渡楓）、豊口のん（大西沙織） | 「Fantas/HIP Girlfriends!」                                                                            | テレビアニメ『競女!!!!!!!!』エンディングテーマ                                    |
| 2016年10月19日 | Fantas/HIP Girlfriends!                                                                        | 神無のぞみ（Lynn） | 「Wish!」                                                                                              | テレビアニメ『競女!!!!!!!!』関連曲                                                |
| 2017年1月11日  | ウマ娘 プリティーダービー STARTING GATE 02                                                     | マルゼンスキー（Lynn） | 「禁断 Burning Heart 」                                                                                | ゲーム『ウマ娘 プリティーダービー』関連曲                                         |
| 2017年1月11日  | ウマ娘 プリティーダービー STARTING GATE 02                                                     | マルゼンスキー（Lynn）、フジキセキ（松井恵理子）、オグリキャップ（高柳知葉） | 「UNLIMITED IMPACT」 「うまぴょい伝説」                                                                | ゲーム『ウマ娘 プリティーダービー』関連曲                                         |
| 2017年1月25日  | 歌え！ 愛の公約                                                                                | SMILE♥X | 「歌え！ 愛の公約」                                                                                    | テレビアニメ『アイドル事変』オープニングテーマ                                    |
| 2017年1月25日  | 歌え！ 愛の公約                                                                                | SMILE♥X | 「ザッツマイポリ」                                                                                     | ゲーム『アイドル事変』関連曲                                                      |
| 2017年3月15日  | 風夏 サウンドコレクション                                                                      | 秋月風夏（Lynn） | 「Climber's High! The fallen moon ver.」 「星の降る町 The fallen moon ver.」 「for you」 「Fair wind」 | テレビアニメ『風夏』挿入歌                                                        |
| 2017年3月22日  | アイドル事変 第1巻 特典CD                                                                      | SMILE♥X | 「ときめき Full Throttle」                                                                             | 『アイドル事変』関連曲                                                            |
| 2017年4月26日  | 亜人ちゃんは語りたい BD・DVD第2巻特典CD                                                        | 小鳥遊ひまり（Lynn） | 「私はいつでも考えすぎシスター」                                                                       | テレビアニメ『亜人ちゃんは語りたい』関連曲                                        |
| 2017年11月22日 | behind                                                                                         | 夏目美緒（礒部花凜）、森川葉月（芳野由奈）、小宮恵那（Lynn） | 「behind」                                                                                             | テレビアニメ『Just Because!』エンディングテーマ                                   |
| 2017年11月22日 | behind                                                                                         | 夏目美緒（礒部花凜）、森川葉月（芳野由奈）、小宮恵那（Lynn） | 「take_one」                                                                                           | テレビアニメ『Just Because!』関連曲                                               |
| 2018年1月24日  | スクールガールストライカーズ 〜トゥインクルメロディーズ〜 Melody Collection                    | プロキオン・プディング | 「Southern Cross」                                                                                     | ゲーム『スクールガールストライカーズ 〜トゥインクルメロディーズ〜』関連曲         |
| 2018年3月28日  | フィギュアヘッズ オリジナル・サウンドトラック                                                  | サリーナ（巽悠衣子）、千弦（須藤沙織）、栞音（Lynn） | 「（ココロないボクらの…）アンダーグラウンド・フェスタ」                                                | ゲーム『フィギュアヘッズ』関連曲                                                  |
| 2018年6月6日   | ON STAGE LIFE                                                                                  | 音楽少女 | 「ON STAGE LIFE」                                                                                      | テレビアニメ『音楽少女』挿入歌                                                    |
| 2018年6月6日   | ON STAGE LIFE                                                                                  | 音楽少女 | 「ON STAGE LIFE (Taishi ReMix)」                                                                       | テレビアニメ『音楽少女』関連曲                                                    |
| 2018年7月25日  | お願いマーガレット                                                                             | 音楽少女 | 「お願いマーガレット」                                                                                 | テレビアニメ『音楽少女』挿入歌                                                    |
| 2018年7月25日  | ウマ娘 プリティーダービー ANIMATION DERBY 03 Special Record!/Find My Only Way                  | スペシャルウィーク（和氣あず未）、サイレンススズカ（高野麻里佳）、トウカイテイオー（Machico）、ウオッカ（大橋彩香）、ダイワスカーレット（木村千咲）、ゴールドシップ（上田瞳）、メジロマックイーン（大西沙織）、エルコンドルパサー（高橋未奈美）、グラスワンダー（前田玲奈）、シンボリルドルフ（田所あずさ）、エアグルーヴ（青木瑠璃子）、ヒシアマゾン（巽悠衣子）、フジキセキ（松井恵理子）、マルゼンスキー（Lynn）、テイエムオペラオー（徳井青空）、ビワハヤヒデ（近藤唯）、ナリタブライアン（相坂優歌）、オグリキャップ（高柳知葉） | 「Special Record!」                                                                                    | テレビアニメ『ウマ娘 プリティーダービー』挿入歌                                   |
| 2018年7月25日  | ウマ娘 プリティーダービー ANIMATION DERBY 03 Special Record!/Find My Only Way                  | スペシャルウィーク（和氣あず未）、サイレンススズカ（高野麻里佳）、トウカイテイオー（Machico）、ウオッカ（大橋彩香）、ダイワスカーレット（木村千咲）、ゴールドシップ（上田瞳）、メジロマックイーン（大西沙織）、エルコンドルパサー（高橋未奈美）、グラスワンダー（前田玲奈）、セイウンスカイ（鬼頭明里）、キングヘイロー（佐伯伊織）、ハルウララ（首藤志奈）、シンボリルドルフ（田所あずさ）、タイキシャトル（大坪由佳）、エアグルーヴ（青木瑠璃子）、ヒシアマゾン（巽悠衣子）、フジキセキ（松井恵理子）、マルゼンスキー（Lynn）、テイエムオペラオー（徳井青空）、ビワハヤヒデ（近藤唯）、ナリタブライアン（相坂優歌）、オグリキャップ（高柳知葉）、スーパークリーク（優木かな）、タマモクロス（大空直美）、イナリワン（井上遥乃）、ウイニングチケット（渡部優衣）、メジロライアン（土師亜文）、メジロドーベル（久保田ひかり）、ナイスネイチャ（前田佳織里）、エイシンフラッシュ（藤野彩水）、マチカネフクキタル（新田ひより）、メイショウドトウ（和多田美咲） | 「うまぴょい伝説」                                                                                     | テレビアニメ『ウマ娘 プリティーダービー』エンディングテーマ                       |
| 2018年8月8日   | シャイニング・ピース                                                                           | 音楽少女 | 「シャイニング・ピース」                                                                               | テレビアニメ『音楽少女』エンディングテーマ                                        |
| 2018年8月8日   | シャイニング・ピース                                                                           | 音楽少女 | 「シャイニング・ピース（Taishi ReMix）」                                                               | テレビアニメ『音楽少女』関連曲                                                    |
| 2018年8月17日  | スクールガールストライカーズ 〜トゥインクルメロディーズ〜 Melody Collection Vol.2              | プロキオン・プディング | 「Believe In Yourself」                                                                                | ゲーム『スクールガールストライカーズ 〜トゥインクルメロディーズ〜』関連曲         |
| 2018年8月17日  | スクールガールストライカーズ 〜トゥインクルメロディーズ〜 Melody Collection Vol.2              | 李野田真乃（Lynn）、桃川紗々（野中藍） | 「Touch The Stars」                                                                                    | ゲーム『スクールガールストライカーズ 〜トゥインクルメロディーズ〜』関連曲         |
| 2018年8月22日  | You are my only one                                                                            | 金時琴子（Lynn） | 「You are my only one」                                                                                | テレビアニメ『音楽少女』挿入歌                                                    |
| 2018年8月22日  | You are my only one                                                                            | 金時琴子（Lynn） | 「風になる」                                                                                           | テレビアニメ『音楽少女』関連曲                                                    |
| 2018年8月29日  | Doll's Destiny                                                                                 | DOLLS | 「Doll's Destiny」 「勝利への標」 「永遠メモリー」                                                     | ゲーム『プロジェクト東京ドールズ』関連曲                                          |
| 2018年9月26日  | ウマ娘 プリティーダービー ANIMATION DERBY 06                                                   | シンボリルドルフ（田所あずさ）、マルゼンスキー（Lynn）、ヒシアマゾン（巽悠衣子）、フジキセキ（松井恵理子）、エアグルーヴ（青木瑠璃子）、ナリタブライアン（相坂優歌）、ビワハヤヒデ（近藤唯） | 「Special Record!」                                                                                    | テレビアニメ『ウマ娘 プリティーダービー』関連曲                                   |
| 2018年9月26日  | シャイニング・ピーシーズ                                                                       | 音楽少女 | 「シャイニング・ピース」                                                                               | テレビアニメ『音楽少女』挿入歌                                                    |
| 2018年9月26日  | シャイニング・ピーシーズ                                                                       | 金時琴子（Lynn） | 「シャイニング・ピース」                                                                               | テレビアニメ『音楽少女』関連曲                                                    |
| 2018年10月10日 | 風夏 Blu-ray BOX特典CD                                                                         | 秋月風夏（Lynn） | 「Wings of light」                                                                                     | 漫画『風夏』関連曲                                                                |
| 2018年10月31日 | †吸tie Ladies†/HAPPY!!ストレンジフレンズ                                                       | ソフィー・トワイライト（富田美憂）、天野灯（篠原侑）、夏木ひなた（Lynn）、エリー（和氣あず未） | 「†吸tie Ladies†」                                                                                     | テレビアニメ『となりの吸血鬼さん』オープニングテーマ                              |
| 2018年10月31日 | †吸tie Ladies†/HAPPY!!ストレンジフレンズ                                                       | ソフィー・トワイライト（富田美憂）、天野灯（篠原侑）、夏木ひなた（Lynn）、エリー（和氣あず未） | 「HAPPY!!ストレンジフレンズ」                                                                          | テレビアニメ『となりの吸血鬼さん』エンディングテーマ                              |
| 2018年12月19日 | テレビアニメ「となりの吸血鬼さん」キャラクターソング「うららかアフタヌーン」                   | 夏木ひなた（Lynn） | 「†吸tie Ladies†」 「HAPPY!!ストレンジフレンズ」                                                       | テレビアニメ『となりの吸血鬼さん』関連曲                                          |
| 2018年12月26日 | 音楽少女 BD第4巻特典CD                                                                         | 箕作沙々芽（高橋花林）、諸岡ろろ（江口菜子）、金時琴子（Lynn） | 「IT'S UP TO US」                                                                                      | テレビアニメ『音楽少女』関連曲                                                    |
| 2019年2月27日  | となりの吸血鬼さん BD・DVD第3巻特典CD                                                          | 夏木ひなた（Lynn） | 「本当は。」                                                                                           | テレビアニメ『となりの吸血鬼さん』関連曲                                          |
| 2019年2月27日  | TVアニメ『私に天使が舞い降りた！』キャラクターソングアルバム〜天使のうたごえ〜                 | 星野みやこ（上田麗奈）、松本香子（Lynn） | 「私に"好き"が舞い降りた」                                                                             | テレビアニメ『私に天使が舞い降りた！』関連曲                                      |
| 2019年3月27日  | -                                                                                              | 岬明乃（夏川椎菜）宗谷ましろ（Lynn）、榊原つむぎ（西明日香）、高橋千華（瀬戸麻沙美） | 「Victory Voyage!!」                                                                                   | ゲーム『ハイスクール・フリート 艦隊バトルでピンチ!』テーマソング                  |
| 2019年10月30日 | ぼくたちは勉強ができない BD・DVD第5巻特典CD                                                    | 桐須真冬（Lynn） | 「次の問いに答えよ」                                                                                   | テレビアニメ『ぼくたちは勉強ができない』関連曲                                    |
| 2019年10月30日 | Can now, Can now                                                                               | Study | 「Can now, Can now」                                                                                   | テレビアニメ『ぼくたちは勉強ができない！』オープニングテーマ                      |
| 2019年10月30日 | Can now, Can now                                                                               | Study | 「関係≧方程式」                                                                                        | テレビアニメ『ぼくたちは勉強ができない！』エンディングテーマ                      |
| 2019年11月6日  | せいぜいがんばれ！魔法少女くるみ Blu-ray 2 「魔法少女くるみ」超音楽集                          | プリマピンク（久保ユリカ）、プリマシアン（金元寿子）、プリマオレンジ（相沢舞）、プリマスプリンググリーン（山本希望）、プリマエンジ（Lynn） | 「プリマエンジェル 友情のテーマ」                                                                      | Webアニメ『せいぜいがんばれ！魔法少女くるみ』挿入歌                               |
| 2019年12月25日 | 通常攻撃が全体攻撃で二回攻撃のお母さんは好きですか？ BD・DVD第4巻特典CD                        | メディ（Lynn） | 「True Face」                                                                                          | テレビアニメ『通常攻撃が全体攻撃で二回攻撃のお母さんは好きですか？』関連曲        |
| 2020年2月8日   | 劇場版 ハイスクール・フリート 二週目来場者特典 キャラクターソングシリアルコード                | 宗谷ましろ（Lynn） | 「オールウェイズ・オン・ザ・デッキ」                                                                   | 劇場アニメ『劇場版 ハイスクール・フリート』関連曲                                 |
| 2020年2月26日  | 神田川JET GIRLS BD・DVD第2巻特典CD                                                             | ジェニファー・ビーチ（Lynn）、エミリー・オレンジ（ファイルーズあい） | 「オマカセHERE☆WE☆GO☆」                                                                                | テレビアニメ『神田川JET GIRLS』関連曲                                             |
| 2020年3月4日   | Parallelism Crown/ネオンテトラの空                                                             | REIJINGSIGNAL | 「Parallelism Crown」 「ネオンテトラの空」                                                             | テレビアニメ『SHOW BY ROCK!! ましゅまいれっしゅ!!』挿入歌                         |
| 2020年3月4日   | Parallelism Crown/ネオンテトラの空                                                             | REIJINGSIGNAL | 「VIVID」                                                                                              | テレビアニメ『SHOW BY ROCK!! ましゅまいれっしゅ!!』関連曲                         |
| 2020年3月25日  | ぼくたちは勉強ができない！ BD・DVD第4巻特典CD                                                  | 桐須真冬（Lynn） | 「My first story」                                                                                     | テレビアニメ『ぼくたちは勉強ができない！』関連曲                                  |
| 2020年3月25日  | ソードアート・オンライン アリシゼーション War of Underworld BD・DVD第4巻特典CD                 | シェータ（Lynn）、イスカーン（八代拓） | 「Crossing the thirst」                                                                                | テレビアニメ『ソードアート・オンライン アリシゼーション War of Underworld』関連曲 |
| 2020年3月30日  | DOLLS Songs & Sounds 01                                                                        | DOLLS | 「言の葉シンフォニー」 「はじまりのハーモニー」                                                        | ゲーム『プロジェクト東京ドールズ』関連曲                                          |
| 2020年3月30日  | DOLLS Songs & Sounds 01                                                                        | DOLLS | 「追い風Brave motion!!」 「ヒカリ」 「It'sOK!!」 「SmileAgain」 「クリスマスマーチ」                   | ゲーム『プロジェクト東京ドールズ』関連曲                                          |
| 2020年5月20日  | SHOW BY ROCK!! ましゅまいれっしゅ!! BD・DVD第2巻&第3巻 きゃにめ特典CD                          | ララリン（Lynn） | 「Parallelism Crown」 「ネオンテトラの空」 「VIVID」                                                   | テレビアニメ『SHOW BY ROCK!! ましゅまいれっしゅ!!』関連曲                         |
| 2020年6月24日  | ぼくたちは勉強ができない！ BD・DVD第6巻特典CD                                                  | 桐須真冬（Lynn）、川瀬あゆ子（大地葉）、海原智波（阿澄佳奈） | 「ワンダー・ピュアマジック！」                                                                         | テレビアニメ『ぼくたちは勉強ができない！』挿入歌                                  |
| 2020年8月19日  | SHOW BY ROCK!! ましゅまいれっしゅ!! BD・DVD第6巻特典CD                                         | ララリン（Lynn） | 「Dazzling」                                                                                           | テレビアニメ『SHOW BY ROCK!! ましゅまいれっしゅ!!』関連曲                         |
| 2020年10月22日 | Wonderful Future                                                                               | 大帝國華撃団B.L.A.C.K. | 「Wonderful Future」                                                                                   | ゲーム『サクラ革命 〜華咲く乙女たち〜』関連曲                                     |
| 2021年1月13日  | Straight Outta Rhyme Anima                                                                     | Secret Aliens | 「Love Dimension」                                                                                     | テレビアニメ『ヒプノシスマイク-Division Rap Battle-』Rhyme Anima劇中RAP           |
| 2021年1月13日  | Straight Outta Rhyme Anima                                                                     | The Dirty Dawg、Secret Aliens | 「D.R.B Rhyme Anima -EX- The Dirty Dawg VS Secret Aliens」                                             | テレビアニメ『ヒプノシスマイク-Division Rap Battle-』Rhyme Anima劇中RAP           |
| 2021年1月27日  | ド級編隊エグゼロス BD・DVD第5巻特典CD                                                          | 叢雨紫子（Lynn） | 「トーキョー・バーニングプレイ！」                                                                     | テレビアニメ『ド級編隊エグゼロス』関連曲                                          |
| 2021年2月17日  | TVアニメ「SHOW BY ROCK!! STARS!!」挿入歌ミニアルバム Vol.1                                     | REIJINGSIGNAL | 「ain't nobody STOP」                                                                                  | テレビアニメ『SHOW BY ROCK!! STARS!!』挿入歌                                      |
| 2021年2月17日  | TVアニメ「SHOW BY ROCK!! STARS!!」挿入歌ミニアルバム Vol.1                                     | GoGoしんGoず！ | 「メイド in わたし♪」                                                                                  | テレビアニメ『SHOW BY ROCK!! STARS!!』挿入歌                                      |
| 2021年3月17日  | ウマ娘 プリティーダービー WINNING LIVE 01                                                      | スペシャルウィーク（和氣あず未）、サイレンススズカ（高野麻里佳）、トウカイテイオー（Machico）、マルゼンスキー（Lynn）、オグリキャップ（高柳知葉）、ゴールドシップ（上田瞳）、ウオッカ（大橋彩香）、ダイワスカーレット（木村千咲）、タイキシャトル（大坪由佳）、グラスワンダー（前田玲奈）、メジロマックイーン（大西沙織）、エルコンドルパサー（髙橋ミナミ）、シンボリルドルフ（田所あずさ）、エアグルーヴ（青木瑠璃子）、マヤノトップガン（星谷美緒）、メジロライアン（土師亜文）、ライスシャワー（石見舞菜香）、アグネスタキオン（上坂すみれ）、ウイニングチケット（渡部優衣）、サクラバクシンオー（三澤紗千香）、スーパークリーク（優木かな）、ハルウララ（首藤志奈）、マチカネフクキタル（新田ひより）、ナイスネイチャ（前田佳織里）、キングヘイロー（佐伯伊織） | 「GIRLS' LEGEND U」                                                                                    | ゲーム『ウマ娘 プリティーダービー』オープニングテーマ                             |
| 2021年3月17日  | ウマ娘 プリティーダービー WINNING LIVE 01                                                      | スペシャルウィーク（和氣あず未）、サイレンススズカ（高野麻里佳）、トウカイテイオー（Machico）、マルゼンスキー（Lynn）、オグリキャップ（高柳知葉）、ゴールドシップ（上田瞳）、ウオッカ（大橋彩香）、ダイワスカーレット（木村千咲）、タイキシャトル（大坪由佳）、グラスワンダー（前田玲奈）、メジロマックイーン（大西沙織）、エルコンドルパサー（髙橋ミナミ）、シンボリルドルフ（田所あずさ）、エアグルーヴ（青木瑠璃子）、マヤノトップガン（星谷美緒）、メジロライアン（土師亜文）、ライスシャワー（石見舞菜香）、アグネスタキオン（上坂すみれ）、ウイニングチケット（渡部優衣）、サクラバクシンオー（三澤紗千香）、スーパークリーク（優木かな）、ハルウララ（首藤志奈）、マチカネフクキタル（新田ひより）、ナイスネイチャ（前田佳織里）、キングヘイロー（佐伯伊織） | 「うまぴょい伝説」                                                                                     | ゲーム『ウマ娘 プリティーダービー』関連曲                                         |
| 2021年3月17日  | SHOW BY ROCK!! STARS!! BD第1巻特典CD                                                           | ほわん（遠野ひかる）、マシマヒメコ（夏吉ゆうこ）、ララリン（Lynn）、ロージア（日高里菜） | 「全力 I Love You!」                                                                                   | テレビアニメ『SHOW BY ROCK!! STARS!!』関連曲                                      |
| 2021年3月25日  | アノカナタリウム（TV edit）                                                                    | SHOWBYROCK!!STARS! | 「アノカナタリウム（TV edit）」                                                                        | テレビアニメ『SHOW BY ROCK!! STARS!!』挿入歌                                      |
| 2021年3月31日  | ウマ娘 プリティーダービー ANIMATION DERBY Season 2 vol.3 Original Sound Track                  | スペシャルウィーク（和氣あず未）、サイレンススズカ（高野麻里佳）、トウカイテイオー（Machico）、ウオッカ（大橋彩香）、ダイワスカーレット（木村千咲）、ゴールドシップ（上田瞳）、メジロマックイーン（大西沙織）、シンボリルドルフ（田所あずさ）、ナイスネイチャ（前田佳織里）、ツインターボ（花井美春）、イクノディクタス（田澤茉純）、マチカネタンホイザ（遠野ひかる）、メジロパーマー（のぐちゆり）、ダイタクヘリオス（山根綺）、ミホノブルボン（長谷川育美）、ライスシャワー（石見舞菜香）、ビワハヤヒデ（近藤唯）、ナリタタイシン（渡部恵子）、ウイニングチケット （渡部優衣）、キタサンブラック（矢野妃菜喜）、サトノダイヤモンド（立花日菜）、マルゼンスキー（Lynn）、マヤノトップガン（星谷美緒）、ヒシアケボノ（松嵜麗）、エアグルーヴ（青木瑠璃子）、マチカネフクキタル（新田ひより）、メイショウドトウ（和多田美咲）、セイウンスカイ（鬼頭明里）、グラスワンダー（前田玲奈）、エルコンドルパサー（髙橋ミナミ）、サクラバクシンオー（三澤紗千香）、メジロライアン（土師亜文）、メジロドーベル（久保田ひかり）、ナリタブライアン（衣川里佳） | 「うまぴょい伝説（TV Size）」                                                                          | テレビアニメ『ウマ娘 プリティーダービー Season 2』エンディングテーマ              |
| 2021年4月7日   | TVアニメ「SHOW BY ROCK!!STARS!!」挿入歌ミニアルバム Vol.2                                      | REIJINGSIGNAL | 「はじまりのうた」                                                                                     | テレビアニメ『SHOW BY ROCK!! STARS!!』挿入歌                                      |
| 2021年4月21日  | SHOW BY ROCK!! BEST Vol.4                                                                      | REIJINGSIGNAL | 「人生は忙しい」 「SSG」 「ShootingStar」                                                              | ゲーム『SHOW BY ROCK!! Fes A Live』関連曲                                         |
| 2021年6月16日  | SHOW BY ROCK!! STARS!! BD第3巻 きゃにめ特典CD                                                  | ララリン（Lynn） | 「ain't nobody STOP」 「はじまりのうた」                                                               | テレビアニメ『SHOW BY ROCK!! STARS!!』関連曲                                      |
| 2021年6月16日  | SHOW BY ROCK!! STARS!! BD第3巻 きゃにめ特典CD                                                  | イソゲ（Lynn） | 「メイド in わたし♪」                                                                                  | テレビアニメ『SHOW BY ROCK!! STARS!!』関連曲                                      |
| 2021年6月16日  | うまよん ミニアルバム                                                                          | サイレンススズカ（高野麻里佳）、スマートファルコン（大和田仁美）、ミホノブルボン（長谷川育美）、マルゼンスキー（Lynn）、アイネスフウジン（嶺内ともみ） | 「逃げ切りっ！Fallin' Love」                                                                           | テレビアニメ『うまよん』主題歌                                                    |
| 2021年6月16日  | うまよん ミニアルバム                                                                          | テイエムオペラオー（徳井青空）、フジキセキ（松井恵理子）、マルゼンスキー（Lynn）、スマートファルコン（大和田仁美） | 「嗚呼それが我が宿命」                                                                                 | テレビアニメ『うまよん』挿入歌                                                    |
| 2021年11月24日 | 魔法科高校の優等生 BD・DVD第3巻特典CD                                                          | 一色愛梨（Lynn）、十七夜栞（種﨑敦美）、四十九院沓子（木戸衣吹） | 「Composition」                                                                                        | テレビアニメ『魔法科高校の優等生』関連曲                                          |
| 2021年12月22日 | DOLLS Songs & Sounds 02                                                                        | DOLLS | 「Starry heart Starry love」 「AnotherDreamer」 「Precious day」                                       | ゲーム『プロジェクト東京ドールズ』関連曲                                          |
| 2021年12月22日 | DOLLS Songs & Sounds 02                                                                        | DOLLS team A | 「わたし」                                                                                             | ゲーム『プロジェクト東京ドールズ』関連曲                                          |
| 2021年12月22日 | DOLLS Songs & Sounds 02                                                                        | DOLLS、NumberS | 「Pray Breath」 「感情を超えて」 「感情を超えて（E3 Ver.）」                                           | ゲーム『プロジェクト東京ドールズ』関連曲                                          |
| 2022年1月28日  | I'll Be New Dawn                                                                               | REIJINGSIGNAL | 「I'll Be New Dawn」                                                                                   | ゲーム『SHOW BY ROCK!! Fes A Live』関連曲                                         |
| 2022年3月16日  | ウマ娘 プリティーダービー WINNING LIVE 04                                                      | マルゼンスキー（Lynn）、メジロマックイーン（大西沙織）、ナリタブライアン（衣川里佳）、シンボリルドルフ（田所あずさ）、タマモクロス（大空直美）、マンハッタンカフェ（小倉唯）、エイシンフラッシュ（藤野彩水） | 「BLOW my GALE」                                                                                       | ゲーム『ウマ娘 プリティーダービー』関連曲                                         |
| 2022年3月16日  | ウマ娘 プリティーダービー WINNING LIVE 04                                                      | マルゼンスキー（Lynn）、オグリキャップ（高柳知葉）、メジロマックイーン（大西沙織）、ナリタブライアン（衣川里佳）、シンボリルドルフ（田所あずさ）、タマモクロス（大空直美）、マンハッタンカフェ（小倉唯）、エイシンフラッシュ（藤野彩水）、スーパークリーク（優木かな）、ナイスネイチャ（前田佳織里）、マチカネタンホイザ（遠野ひかる）、イクノディクタス（田澤茉純）、ツインターボ（花井美春）、サトノダイヤモンド（立花日菜）、キタサンブラック（矢野妃菜喜）、サクラチヨノオー（野口瑠璃子）、メジロアルダン（会沢紗弥）、ヤエノムテキ（日原あゆみ） | 「うまぴょい伝説」                                                                                     | ゲーム『ウマ娘 プリティーダービー』関連曲                                         |
| 2022年6月29日  | それを人は“青春”と呼んだ                                                                       | IIIX | 「Bang Bang」                                                                                          | ゲーム『IDOLY PRIDE』関連曲                                                       |
| 2022年9月30日  | J.U.I.C.Y                                                                                      | REIJINGSIGNAL | 「J.U.I.C.Y」                                                                                          | ゲーム『SHOW BY ROCK!! Fes A Live』関連曲                                         |
| 2022年10月4日  | ウマ娘 プリティーダービー Solo Vocal Tracks Vol.5 －4th EVENT SPECIAL DREAMERS!! EXTRA STAGE－ | マルゼンスキー（Lynn） | 「We are DREAMERS!!（Game Size）」 「BLOW my GALE（Game Size）」                                       | ゲーム『ウマ娘 プリティーダービー』関連曲                                         |
| 2022年10月12日 | 私に天使が舞い降りた！ プレシャス・フレンズ サウンド・コレクション                             | 松本香子（Lynn） | 「Q.E.D」                                                                                              | 劇場アニメ『私に天使が舞い降りた! プレシャス・フレンズ』関連曲                    |
| 2022年10月26日 | Engage Kiss BD・DVD Vol.2 完全生産限定版特典CD                                                 | 夕桐アヤノ（Lynn） | 「甘くない林檎」                                                                                       | テレビアニメ『Engage Kiss』関連曲                                                 |
| 2023年2月1日   | IDOLY PRIDE Collection Album [未来]                                                            | IIIX | 「Top of the Tops」                                                                                    | ゲーム『IDOLY PRIDE』関連曲                                                       |
| 2023年2月8日   | ウマ娘 プリティーダービー WINNING LIVE 10                                                      | トウカイテイオー（Machico）、マルゼンスキー（Lynn）、タイキシャトル（大坪由佳）、グラスワンダー（前田玲奈）、メジロライアン（土師亜文）、ナイスネイチャ（前田佳織里）、ダイタクヘリオス（山根綺）、サクラチヨノオー（野口瑠璃子）、ツルマルツヨシ（青山吉能）、ヤマニンゼファー（今泉りおな）、シンボリクリスエス（春川芽生）、タニノギムレット（松岡美里）、ダイイチルビー（礒部花凜）、ケイエスミラクル（佐藤日向） | 「うまぴょい伝説」                                                                                     | ゲーム『ウマ娘 プリティーダービー』関連曲                                         |
| 2023年2月8日   | ウマ娘 プリティーダービー WINNING LIVE 10                                                      | トウカイテイオー（Machico）、マルゼンスキー（Lynn）、タイキシャトル（大坪由佳）、グラスワンダー（前田玲奈）、メジロライアン（土師亜文）、ナイスネイチャ（前田佳織里）、サクラチヨノオー（野口瑠璃子）、ツルマルツヨシ（青山吉能） | 「トレセン体操」                                                                                       | ゲーム『ウマ娘 プリティーダービー』関連曲                                         |
| 2023年3月29日  | アニメ『うまゆる』アルバム                                                                     | マルゼンスキー（Lynn）、ダイワスカーレット（木村千咲）、エアシャカール（津田美波）、ツインターボ（花井美春）、ハッピーミーク（吉咲みゆ） | 「Dance 2 Endless Beat」                                                                               | Webアニメ『うまゆる』エンディングテーマ                                           |
| 2023年3月29日  | アニメ『うまゆる』アルバム                                                                     | スペシャルウィーク（和氣あず未）、サイレンススズカ（高野麻里佳）、トウカイテイオー（Machico）、マルゼンスキー（Lynn）、オグリキャップ（高柳知葉）、ゴールドシップ（上田瞳）、ウオッカ（大橋彩香）、ダイワスカーレット（木村千咲）、グラスワンダー（前田玲奈）、メジロマックイーン（大西沙織）、エルコンドルパサー（髙橋ミナミ）、テイエムオペラオー（徳井青空）、シンボリルドルフ（田所あずさ）、エアグルーヴ（青木瑠璃子）、アグネスデジタル（鈴木みのり）、セイウンスカイ（鬼頭明里）、ファインモーション（橋本ちなみ）、マヤノトップガン（星谷美緒）、ユキノビジン（山本希望）、アグネスタキオン（上坂すみれ）、イナリワン（井上遥乃）、ウイニングチケット（渡部優衣）、エアシャカール（津田美波）、トーセンジョーダン（鈴木絵理）、ナカヤマフェスタ（下地紫野）、ナリタタイシン（渡部恵子）、ハルウララ（首藤志奈）、マチカネフクキタル（新田ひより）、メイショウドトウ（和多田美咲）、キングヘイロー（佐伯伊織）、マチカネタンホイザ（遠野ひかる）、ダイタクヘリオス（山根綺）、ツインターボ（花井美春）、シリウスシンボリ（ファイルーズあい）、ツルマルツヨシ（青山吉能）、シンボリクリスエス（春川芽生）、タニノギムレット（松岡美里）、ハッピーミーク（吉咲みゆ） | 「うまぴょい伝説（Game Size）」                                                                        | Webアニメ『うまゆる』エンディングテーマ                                           |
| 2023年11月13日 | 夢のステラリウム                                                                               | 鳳ここな（石見舞菜香）、静香（長谷川育美）、カトリナ・グリーベル（天城サリー）、新妻八恵（長縄まりあ）、柳場ぱんだ（大空直美）、流石知冴（佐々木李子）、千寿暦（鳥部万里子）、ラモーナ・ウォルフ（田中美海）、王雪（花井美春）、リリヤ・クルトベイ（安齋由香里）、与那国緋花里（下地紫野）、千寿いろは（岡咲美保）、白丸美兎（近藤玲奈）、阿岐留カミラ（若井友希）、猫足蕾（芹澤優）、本巣叶羽（赤尾ひかる）、連尺野初魅（葵井歌菜）、烏森大黒（Lynn）、舎人仁花子（斉藤朱夏）、萬容（山村響）、筆島しぐれ（吉岡麻耶） | 「夢のステラリウム」                                                                                   | ゲーム『ワールドダイスター 夢のステラリウム』関連曲                               |
| 2024年2月28日  | ゲームアプリ『ワールドダイスター 夢のステラリウム』 Vocal Album Vol.2「Faith in Expression」   | 連尺野初魅（葵井歌菜）、烏森大黒（Lynn）、舎人仁花子（斉藤朱夏）、萬容（山村響）、筆島しぐれ（吉岡麻耶） | 「Faith in Expression」 「夢のステラリウム」                                                           | ゲーム『ワールドダイスター 夢のステラリウム』関連曲                               |
| 2024年2月28日  | ゲームアプリ『ワールドダイスター 夢のステラリウム』 Vocal Album Vol.2「Faith in Expression」   | 烏森大黒（Lynn） | 「Black Diary」 「Blondie Revenge Tragedy」                                                            | ゲーム『ワールドダイスター 夢のステラリウム』関連曲                               |
| 2024年2月28日  | ゲームアプリ『ワールドダイスター 夢のステラリウム』 Vocal Album Vol.2「Faith in Expression」   | 萬容（山村響）、烏森大黒（Lynn） | 「ちいさないのちのさけるばしょ」                                                                       | ゲーム『ワールドダイスター 夢のステラリウム』関連曲                               |
| 2024年3月20日  | IDOLY PRIDE Collection Album [chronicle]                                                       | IIIX | 「So What?」                                                                                           | ゲーム『IDOLY PRIDE』関連曲                                                       |
| 2024年3月20日  | IDOLY PRIDE Collection Album [chronicle]                                                       | fran（Lynn） | 「CHOOSE ME CHOOSE ME」                                                                                | ゲーム『IDOLY PRIDE』関連曲                                                       |
| 2024年3月20日  | IDOLY PRIDE Collection Album [chronicle]                                                       | 長瀬琴乃（橘美來）、川咲さくら（菅野真衣）、天動瑠依（雨宮天）、神崎莉央（戸松遥）、fran（Lynn） | 「友達だよ、いつの日も」                                                                               | ゲーム『IDOLY PRIDE』関連曲                                                       |
| 2024年3月27日  | プリンセスコネクト！Re:Dive PRICONNE CHARACTER SONG 38                                         | ペコリーヌ（M・A・O）、クレジッタ（Lynn） | 「Christmas Blessing」                                                                                 | ゲーム『プリンセスコネクト！Re:Dive』挿入歌                                       |
| 2024年3月27日  | プリンセスコネクト！Re:Dive PRICONNE CHARACTER SONG 38                                         | クレジッタ（Lynn） | 「Christmas Blessing」                                                                                 | ゲーム『プリンセスコネクト！Re:Dive』関連曲                                       |
| 2024年7月17日  | 空の人魚                                                                                       | タカ（Lynn）、カモメ（石原夏織） | 「空の人魚」                                                                                           | ゲーム『トワツガイ』関連曲                                                        |
| 2025年1月26日  | Worlds Dye Star                                                                                | シリウス、銀河座、Eden、劇団電姫 | 「Worlds Dye Star」                                                                                    | ゲーム『ワールドダイスター 夢のステラリウム』関連曲                               |
| 2025年2月5日   | ありがと、大好きになってくれて                                                                 | 恋太郎ファミリー | 「ありがと、大好きになってくれて」                                                                     | テレビアニメ『君のことが大大大大大好きな100人の彼女』第2期オープニングテーマ      |
| 2025年2月5日   | ありがと、大好きになってくれて                                                                 | 原賀胡桃（進藤あまね）、銘戸芽衣（三森すずこ）、須藤育（高橋李依）、美杉美々美（Lynn）、華暮愛々（高尾奏音） | 「Unmei?」                                                                                             | テレビアニメ『君のことが大大大大大好きな100人の彼女』第2期エンディングテーマ      |
| 2025年2月5日   | ありがと、大好きになってくれて                                                                 | 原賀胡桃（進藤あまね）、須藤育（高橋李依）、美杉美々美（Lynn）、華暮愛々（高尾奏音） | 「Unmei? -胡桃・育・美々美・愛々ver.-」                                                                | テレビアニメ『君のことが大大大大大好きな100人の彼女』第2期エンディングテーマ      |
| 2025年3月19日  | 恋太郎ファミリー歌謡祭                                                                         | 美杉美々美（Lynn） | 「Get Ready With Me」                                                                                  | テレビアニメ『君のことが大大大大大好きな100人の彼女』第2期挿入歌                  |
| 2025年3月19日  | IDOLY PRIDE Collection Album [Resonance]                                                       | IIIX | 「Night Pool」 「Blow Up」                                                                             | ゲーム『IDOLY PRIDE』関連曲                                                       |
| 2025年7月9日   | ありがとう to You                                                                              | 星見オールスターズ | 「ありがとう to You」                                                                                  | ゲーム『IDOLY PRIDE』関連曲                                                       |

### その他参加楽曲
| 発売日        | 商品名                    | 歌              | 楽曲                                                                 | 備考                                                       |
| ------------- | ------------------------- | --------------- | -------------------------------------------------------------------- | ---------------------------------------------------------- |
| 2019年1月23日 | 星の羽ばたく夜は          | 蓮花 feat. Lynn | 「if〜ひとり思う〜 feat. Lynn [respect for ファイアーエムブレムif]」 | ゲーム『ファイアーエムブレムif』関連曲                     |
| 2024年5月29日 | CrosSing Collection vol.4 | Lynn            | 「祝福」                                                             | カバーソングプロジェクト『CrosSing - Music＆Voice-』関連曲 |

## 書籍
- Lynn 1st写真集「りん」（2022年3月23日、シーサイド・コミュニケーションズ、ISBN 978-4-90-980003-9）[278]